# Wilhelm Thiemke
Wilhelm Thiemke (* 19. März 1911 in Berlin; † unbekannt) war ein deutscher Maurer und Volkskammerabgeordneter für den Freien Deutschen Gewerkschaftsbund (FDGB).

## Leben
Thiemke nahm nach dem Besuch der Volksschule eine Lehre zum Maurer auf. 1939 wurde er zur deutschen Wehrmacht einberufen. Nach dem Zweiten Weltkrieg war er zunächst als Maurer tätig und wurde 1950 Lehrausbilder im VEB Bau-Union und später Obermeister und Abteilungsleiter Berufsausbildung.

## Politik
1926 wurde Thiemke Mitglied der Gewerkschaft und 1949 Mitglied des nach dem Zweiten Weltkrieg in der Sowjetischen Besatzungszone gegründeten FDGB. 1953 wurde er in den Bundesvorstand des FDGB und das Sekretariat der IG Bau-Holz Groß-Berlin gewählt. 1954 trat er der SED bei.
In den beiden Wahlperioden von 1954 bis 1958 und von 1958 bis 1963 war er als Berliner Vertreter Mitglied der FDGB-Fraktion der Volkskammer der DDR.

## Auszeichnungen
- zweifacher Aktivist der sozialistischen Arbeit
- zweifacher Verdienter Aktivist